# Nicandro Pereira Barreto
Nicandro Pereira Barreto foi um político da Guiné Bissau. Foi Procurador-Geral da República, Presidente do Tribunal de Contas e Ministro da Administração Territorial da Guiné-Bissau.